# David McLetchie
David William McLetchie (6 de agosto de 1952 - 12 de agosto de 2013) fue un político británico, miembro Conservador y Unionista del Parlamento escocés por la región electoral de Lothian. Fue líder de los conservadores escoceses entre 1999 y 2005 y Miembro del Parlamento Escocés por el distrito electoral de Edimburgo Pentland (2003-2011).
Nacido en Edimburgo, McLetchie se convirtió en líder de los conservadores escoceses durante la creación del Parlamento Escocés, en 1999, y fue el miembro parlamentario escocés por la región electoral de Lothians (1999-2003). En 2003, fue elegido como miembro parlamentario constituyente en la constitución de Edimburgo Pentlands. Fue obligado a dimitir como miembro de los conservadores escoceses tras un escándalo relativos a sus gastos en 2005.
Fue reelegido en Edimburgo Pentlands en 2007, pero perdió su escaño en favor de los Nacionalistas Escoceses en 2011. Aunque no fue reelegido en Pentlands, regresó al parlamento como miembro de la lista de miembros parlamentarios de la región de Lothian.
McLetchie fue nombrado Comendador de la Orden del Imperio Británico (CBE) en 2013. Murió de cáncer el 12 de agosto de 2013.